# Recipharm
Recipharm  est une compagnie mondiale intervenant dans le domaine de l'industrie pharmaceutique fondée en 1995.
En 2025 elle dispose de 17 sites de production et/ou de développement répartis dans neuf pays dont la France.

## Histoire
La compagnie est fondée en 1995 sous le nom de « Recip » par Lars Backsell et Thomas Eldered qui rachètent une usine de fabrication de comprimés de l'entreprise Pharmacia. Elle emploie alors140 personnes pour un chiffre d'affaires de 220 millions de couronnes suédoises. La marque Recipharm est créée en 2007.
En juillet 2007, Recipharm reprend à Monts (Indre-et-Loire, France) l'ancien laboratoire Roger Bellon qui avait plusieurs fois changé de propriétaire. Les rachats d'entreprise se poursuivent au fil des ans.
En 2016, le chiffre d'affaires du groupe s'élève à 360,5 M € et il emploie près de 2 500 personnes en Europe, dont plus de 700 en France sur quatre sites.  Le titre est introduit en avril 2014 à la Bourse de Stockholm.
En 2018, Recipharm est présent dans dix pays du monde et emploie près de 7 000 personnes sur 27 sites différents. Elle produit plus de 600 spécialités pharmaceutiques pour le compte de plusieurs groupes pharmaceutiques.
En novembre 2019, Recipharm annonce l'acquisition de Consort Medical, une entreprise britannique pour 505 millions de livres. 
En février 2021, la société de capital-investissement EQT a acquis Recipharm pour 2,1 milliards de dollars. En janvier 2023, Greg Behar a rejoint Recipharm en tant que PDG.